# Chiojdeni
Chiojdeni – wieś w Rumunii, w okręgu Vrancea, w gminie Chiojdeni. W 2011 roku liczyła 182
mieszkańców.